# 魯森魏爾湖

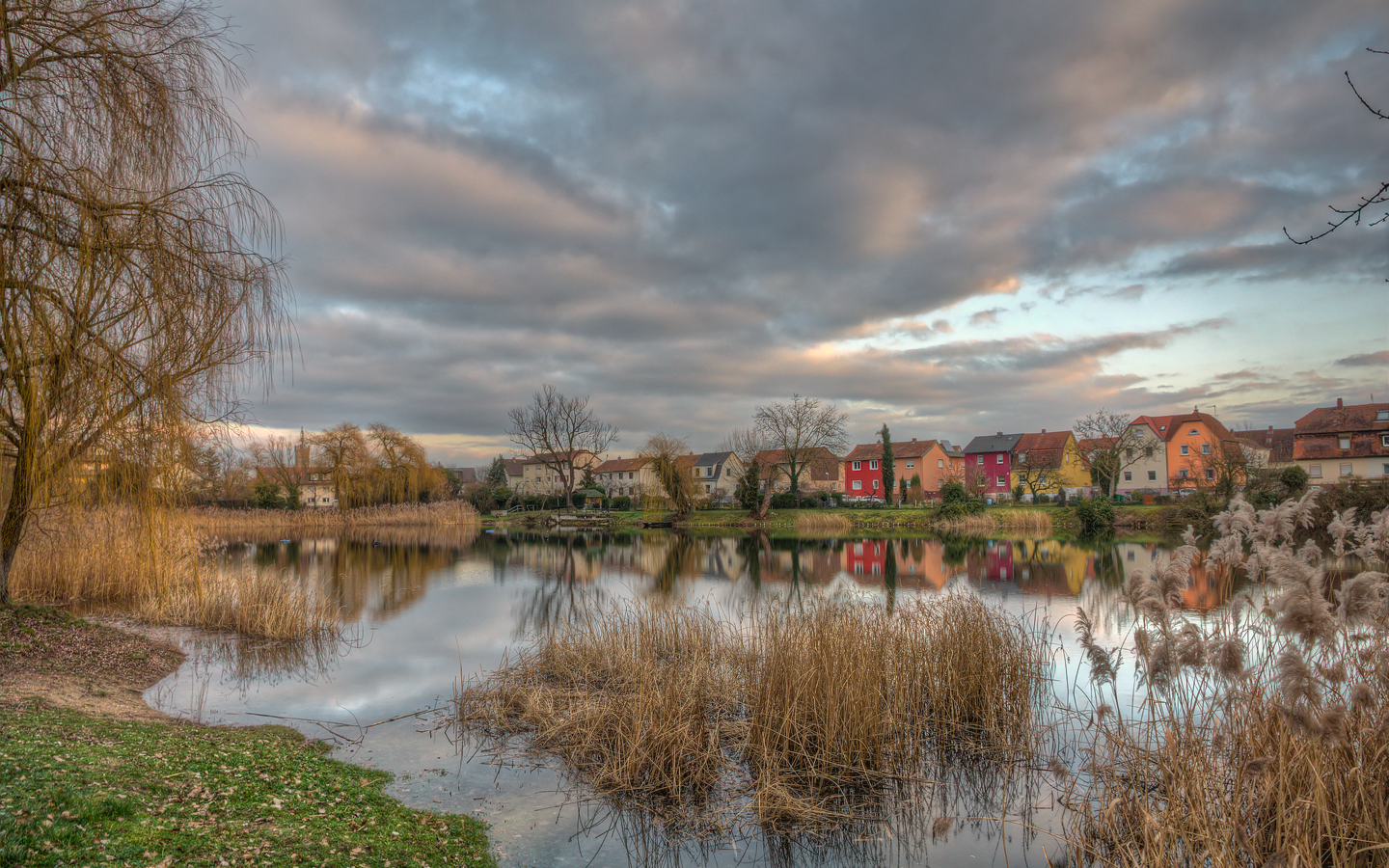

49°18′27″N 8°26′27″E / 49.30750°N 8.44083°E
魯森魏爾湖（德語：Russenweiher），是德國的湖泊，位於該國西南部，由萊茵蘭-普法爾茨州負責管轄，長0.2公里、寬0.1公里，面積0.01平方公里，海拔高度94米，最大水深5米。